# Estació de Jacint Verdaguer
|  | Aquest article tracta sobre el metro de Palma. Vegeu-ne altres significats a «Estació de Verdaguer». |

L'estació de Jacint Verdaguer és una estació del metro de Palma, com també de ferrocarril de Serveis Ferroviaris de Mallorca. Fou inaugurada el 18 de setembre de 2006, fet que la converteix en la primera línia soterrada de la història del ferrocarril a Mallorca
S'hi accedeix des de l'exterior a través d'un únic accés situat al carrer homònim de l'estació.
Té un primer nivell on se situen les màquines autovenda de bitllets, les barreres tarifàries i, un cop franquejades, un accés per al metro i un altre per al tren, que condueixen al segon nivell que són les dues andanes centrals, una per cada mitjà.
| Procedència/Destinació                                                 | <                                    | Línia    | >                       | Procedència/Destinació |
| ---------------------------------------------------------------------- | ------------------------------------ | -------- | ----------------------- | ---------------------- |
| Metro de Palma                                                         |                                      |          |                         |                        |
| Estació Intermodal - Plaça d'Espanya                                   | Estació Intermodal - Plaça d'Espanya |          | Son Costa - Son Fortesa | Universitat            |
| Estació Intermodal - Plaça d'Espanya                                   | Estació Intermodal - Plaça d'Espanya |          | Son Costa - Son Fortesa | Marratxí               |
| Serveis Ferroviaris de Mallorca (Només dissabtes, diumenges i festius) |                                      |          |                         |                        |
| Estació Intermodal - Plaça d'Espanya                                   | Estació Intermodal - Plaça d'Espanya |          | Son Costa - Son Fortesa | Inca                   |
| Estació Intermodal - Plaça d'Espanya                                   | Estació Intermodal - Plaça d'Espanya | sa Pobla | Son Costa - Son Fortesa |                        |
| Estació Intermodal - Plaça d'Espanya                                   | Estació Intermodal - Plaça d'Espanya | Manacor  | Son Costa - Son Fortesa |                        |